# Czystopilla (obwód lwowski)
Czystopilla (ukr. Чистопілля) – wieś na Ukrainie, w obwodzie lwowskim, w rejonie lwowskim (wcześniej w rejonie żółkiewskim). W 2001 roku liczyła 17 mieszkańców.
Miejscowość została założona przez 15 rodzin mennonickich pod nazwą Ehrenfeld, na wykupionych gruntach miejscowości Błyszczywody. W 1882 12 rodzin wyjechało do Stanów Zjednoczonych. W 1934 żyła tu już tylko 1 rodzina mennonicka. 11 maja 1939 roku zmieniono nazwę wsi na Kaczorówka. Po II wojnie światowej nadano miejscowości nazwę Czestopilla, którą zmieniono na Czystopilla w 1992 roku.